# Marie-Andrée Bertrand
Pour les articles homonymes, voir Bertrand.
Marie-Andrée Bertrand (12 juin 1925 - 6 mars 2011,,) est une professeure québécoise en criminologie.

## Biographie
Née à Montréal le 12 juin 1925, Marie-Andrée Bertrand commence sa carrière « comme travailleuse sociale auprès de femmes condamnées dont la majorité l'étaient pour prostitution ». Puis, titulaire d’une maîtrise en criminologie de l’Université de Montréal en 1963, elle devient la première Québécoise et la première femme à obtenir un doctorat en criminologie de l'Université de Californie à Berkeley (1967),. Devenue professeure à l'École de criminologie de l'Université de Montréal, elle y enseigne de 1967 à 1997. Elle est aussi membre du Centre international de criminologie comparée.
Ses recherches suivent trois axes majeurs : le rapport des femmes au droit pénal, la politique des drogues et, plus largement, les théories critiques liées au sexe, à la conscience de classe et à l'appartenance ethnique.
Elle est un des commissaires de la Commission d'enquête sur l'usage des drogues à des fins non médicales, dite la Commission Le Dain, instituée en 1969, qui dépose son rapport en 1973, recommandant la dépénalisation de la possession et de l'usage non médical des drogues. Antiprohibitionniste, Marie-Andrée Bertrand persiste à dire que : « le droit pénal n'est pas le bon outil pour s'attaquer aux problèmes d'abus de substances », « les moyens utilisés (de répression) dans la guerre contre la drogue et la prostitution sont pires que le mal », « une loi prohibitionniste est inapplicable tant que la demande demeure forte et qu'il n'y a pas de plaignants ». Et, à l'encontre des tenants du pluralisme absolu, elle prône l'égalité des sexes et la laïcité, et s'oppose clairement aux dérogations légales (dites « accommodements raisonnables »), à exercer dans l'espace public, que réclament les intégristes (les pratiquants de stricte observance religieuse ou culturelle), ces dérogations qui sont « des affronts aux valeurs québécoises et canadiennes » (affronts aux valeurs communes).
À sa retraite, en 1997, l'université lui octroie le titre de « professeure émérite ». Elle continue ses activités (publications, colloques…), jusqu'à son décès. En 1999-2000 et en 2000-2001, elle est encore professeure invité à l'Institut international de sociologie du droit, situé à Oñati, dans la Communauté autonome du Pays basque espagnol.
Elle meurt subitement à Montréal, le 6 mars 2011, à l'âge de 85 ans,.

## Publications
- (en) Self image and social representations of female offenders : a comparative study of female criminality in seven countries, Doctoral thesis, University of California, Berkeley, 1967.
rééd. : Self image and social representation of female offenders: a contribution to the study of women's image in some societies. Ann Arbor, Michigan 1974.
- La femme et le crime, Montréal : Les Éditions de l’Aurore, 1979, 224 p. Collection : Exploration/Sciences humaines;
rééd. actualisée : Les femmes et la criminalité, Montréal : Athéna éditions, 2003  (ISBN 2-9228-6506-1) — en ligne[12]
- « Femmes et justice : problèmes de l'intervention », article publié dans la revue Criminologie, vol. 16, no 2 : Les femmes et la justice pénale, 1983, p. 77-88. Montréal : Presses de l'Université de Montréal.
- avec  André Normandeau, « Les sciences humaines à l’assaut (ou au service ?) des appareils de justice pénale au Québec », article publié dans Continuité et rupture. Les sciences sociales au Québec (2 tomes). Textes réunis par Georges-Henri Lévesque, Guy Rocher, Jacques Henripin et al., éditeurs. Tome II, chapitre XXI, p. 319-336. Montréal : Presses de l'Université de Montréal, 1984, tome II, 359 p. [p. 311 à 670]
- « Perspectives traditionnelles et perspectives critiques en criminologie », article publié dans la revue Criminologie, vol. 19, no 1 : Politiques et pratiques pénales. 25 ans de réflexion et d'action, 1986, p. 97-111. Centre international de criminologie comparée Montréal : Presses de l'Université de Montréal.
- « Dans les marges de l'actualité : résurgence du mouvement anti-prohibitionniste », article publié dans la revue Criminologie, vol. 22, no 1 : octobre 1970. Dix ans après, 1989, p. 121-133. Centre international de criminologie comparée. Montréal : Presses de l'Université de Montréal.
- « Perspectives féministes sur le droit pénal », dans : Actes du Premier sommet mondial : Femmes et multidimensionnalité du pouvoir, Montréal. 1990, p. 138-140.
- « Le pouvoir des théories féministes dans la reconsidération radicale des théories du contrôle social », dans T. Goldie; C. Lamert; R. Lorimier (dir.) : Canada - Theoritical Discours/Discours théoriques (p. 49-74). Montréal : Association d'études canadiennes, 1994.
- « Pornographie et censure : perspective féministe », article publié dans l'ouvrage sous la direction de Fernand Dumont, Simon Langlois et Yves Martin, Traité des problèmes sociaux. Chapitre 20 (p. 411-427). Montréal : Institut québécois de recherche sur la culture, 1994, 1164 p.
- (en) « From La donna delinquente to a postmodern deconstruction of the "woman question" in social control theory. » In: The Journal of Human Justice, 5, 2, Spring 1994, p. 43-57.
- (en) « The place and status of feminist criminology in Germany, Denmark, Norway and Finland ». In: International Feminist Perspectives on Criminology; Engendering a Discipline, N. Rafter et F. Heidensohn, (sous la direction de), 1995, p. 107-124
- (de) « Eine Gegenuberstellung postmoderner und radikal feministischer Theorien und Srategien » ((en) Constructivisim and Postmodernism Seen from Feminism). In: Trutz von Trotha (dir.): Politischer Wandel, Gesellschaft und Kriminalitatdiskurse. Feststricht in Honor of Fritz Sack. Baden-Baden: Nomos Publishing Co. 1995, p. 167-181.
- (en) « Women in Prisons: A Comparative Study ». In: Caribbean Journal of Criminology and Social Psychology, 1, 1, January 1996, p. 35-58.
- avec Louise L. Biron, Concetta Di Pisa, Andrée B. Fagnan, Julia McLean. Prisons pour femmes. Montréal : Les Éditions du Méridien, 1998, 449 p. Collection Cursus universitaire - formation criminologie.
- « Le Droit comme Instrument de Mondialisation ». In: J. Feest (Hrsg.), Globalization and Legal Cultures. Onati 1999, S. 113–139.
- (en) « Incarceration as a Gendering Strategy ». In: Canadian Journal of Law and Society, 1999, 14, 1, p. 45-60
— (de) Sondernummer über Gender, Ethnizität, (Hetero)Sexualität und Normen. Herausgegeben von Marie-Andrée Bertrand.
- « Le rêve d’une société sans risque ». In : Drogues, santé et société, vol. 4, no 2, décembre 2005, p. 9-41.
- « Place au respect de soi, à la culture démocratique, aux valeurs laïques et égalitaires ». Débat sur « Les accommodements raisonnables », Monastère des Dominicains, 24 octobre 2006.
- (en) « Comparing women's prisons: epistemological and methodological issues ». In: D. Nelken (Hrsg.) Contrasting Criminal Justice. Aldershot 2006, 117-135.

## Honneurs
- 1962 - Prix Beccaria, de la Société de criminologie du Québec
- 1974 - Femme de l'année, du Club des journalistes du Québec
- 1995 - Prix Esdras-Minville, de la Société Saint-Jean-Baptiste de Montréal
- 2001 - Chevalier de l’ordre de la Pléiade, de l’Assemblée parlementaire de la Francophonie
- 2005 - Officier de l'Ordre national du Québec[6]
- 2012 - Le prix Marie-Andrée-Bertrand, un des prix du Québec, récompense depuis 2012 un scientifique ou une scientifique qui "ont mené au développement et à la mise en œuvre d’innovations sociales d’importance, conduisant au mieux-être des individus et des collectivités". Toutes les disciplines des sciences humaines et sociales sont reconnues pour l’attribution de ce prix"[13].